# Tempête Andrea
Pour les articles homonymes, voir Andrea.
Ne doit pas être confondu avec Tempête subtropicale Andrea (2007).
La tempête Andrea fut une intense dépression qui a traversé l’Europe de l’Ouest et du Nord tôt en janvier 2012.  Elle a fait un mort et 300 millions d'Euros de dommages. Les vents ont causé des dommages aux bâtiments et aux arbres, ainsi que des pannes électriques. Les fortes pluies et l’onde de tempête ont provoqué des inondations. En montagne, la neige prit au piège de nombreux villages.

## Évolution météorologique
Suivant de près la tempête Ulli, Andrea s’est formée au sud-ouest de l’Islande le 3 janvier et ses vents avaient déjà la force d’un ouragan. Les avertissements  météorologiques pour le Royaume-Uni et le nord de l’Europe mentionnaient des vents pouvant causer des dommages importants et des pluies diluviennes.
Tard le 4 janvier, la tempête est passée au nord des îles britanniques en traversant la mer du Nord, apportant des vents violents, surtout sur le centre de l’Angleterre. Cependant, ces vents étaient moins forts que prévu initialement. Le 5 janvier, la tempête a atteint le centre du Danemark et sa pression centrale était de 964 hPa puis s’est dirigée vers la Pologne. Elle a suivi une trajectoire plus au sud qu'Ulli, la semaine précédente et a fortement touché l’Allemagne.
Les cyclones extratropicaux produisent les vents les plus forts dans le quadrant sud-est, ceux-ci soufflant du secteur sud-ouest. La combinaison de ces vents et de la basse pression causent une onde de tempête dans ce quadrant. Suivant la trajectoire d’Andrea, cette onde a frappé la côte européenne entre le Nord de la France et l’Allemagne causant une surcote et des débordements côtiers dans les terres basses.

## Impact

### Îles britanniques
Au Royaume-Uni, 100 000 maisons furent privées d’électricité. La région la plus  touchée fut le sud de l’Écosse où plusieurs stations météorologiques ont rapporté des vents records  dont des rafales de 102 milles par heure (164 km/h) à Édimbourg. Plus de 100 000 maisons et commerces furent privés d'électricité.

### Pays-Bas
Au cours de la première semaine de janvier, il est tombé de 70 à 90 mm de pluie aux Pays-Bas, l’équivalent du mois complet. Les vents ont atteint la force 9 sur l’échelle de Beaufort et le tout fut accompagné d’orages avec grêle . De plus, le niveau des marées était haut en cette saison ce qui empêchait un pompage rapide des eaux vers la mer. La combinaison de la basse pression due à la tempête, des eaux peu profondes et des effets de goulets a engendré une onde de tempête importante tout le long des côtes de la mer du Nord. La surcote, atteignant 2,3 mètres à Hoek van Holland et 2,48 mètres à Rotterdam, qui en a découlé et les pluies diluviennes ont causé de nombreuses inondations ,.
Les opérations du port de Rotterdam furent réduites alors que 11 navires ne purent en partir et 2 ne purent entrer durant la tempête, les services de pilotage étant limités. Les vols à l’aéroport d'Amsterdam-Schiphol furent perturbés et les traversiers (ferries) vers les îles hollandaises furent annulés. Dans le nord du pays, des évacuations eurent lieu car les digues menaçaient de céder en certains endroits,.

### Allemagne et Europe du Nord

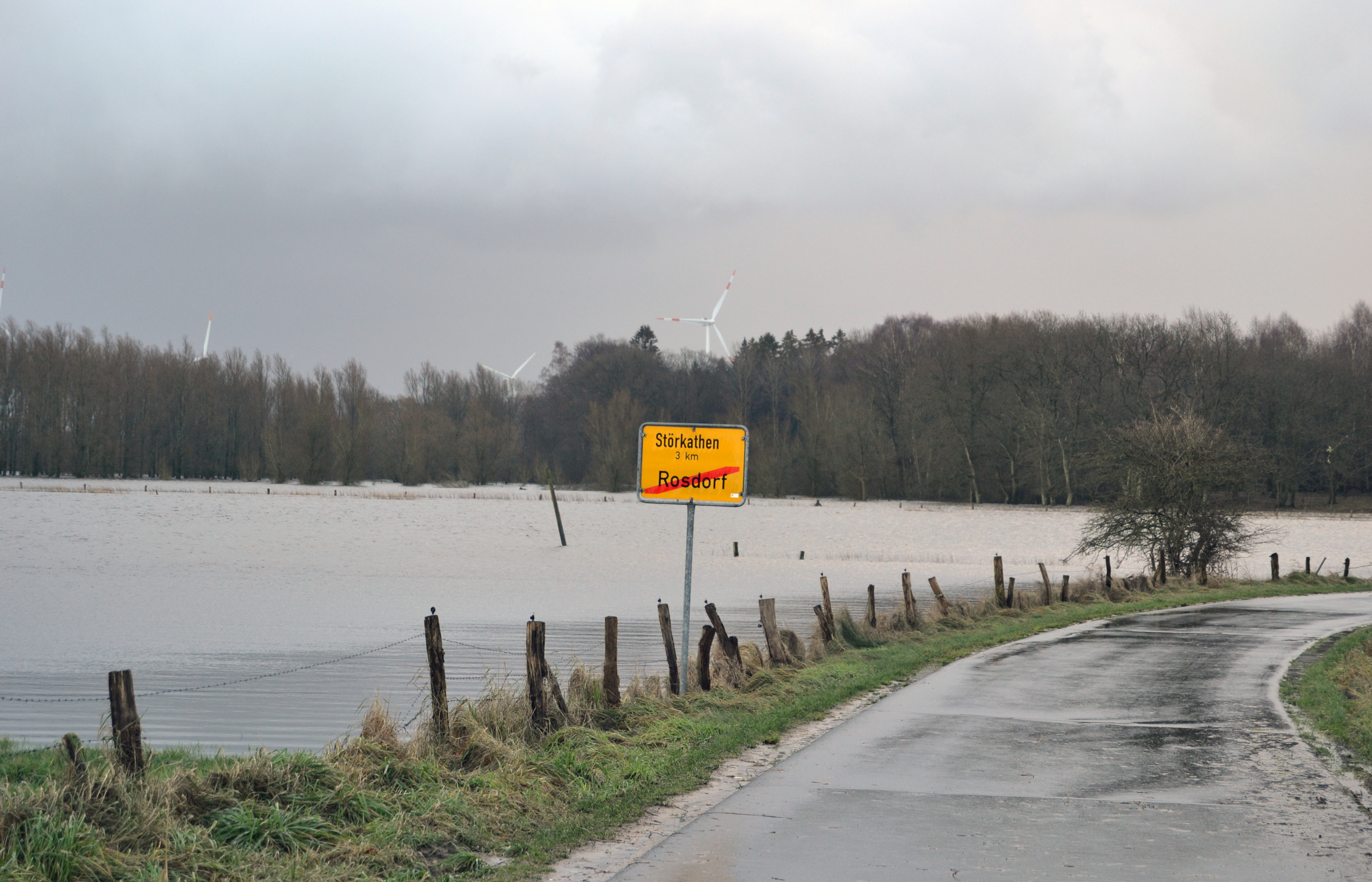
Inondation à Rosdorf

En Rhénanie-du-Nord-Westphalie, le niveau d'eau du Rhin s’est rapproché de la cote critique à Cologne et les bateaux durent rester au centre du fleuve pendant que les digues furent surélevées afin de prévenir des inondations. L’agence fédérale maritime et hydrologique émit des alertes pour l’onde de tempête pour les côtes de Frise du nord et de Hambourg. De nombreux arbres ont été couchés par le vent en Saxe, causant des pannes électriques. À Ratisbonne, le toit d’un magasin de meubles fut gravement endommagé et le jardin anglais de Munich a été touché. Un train local a déraillé à la suite de la chute d’un arbre à Reken et la ligne à Geltendorf quand un autre arbre est tombé sur un train en gare.
Dans le district de Haute-Franconie, un homme de 43 ans est mort lors une collision frontale quand son automobile fut projetée dans la voie inverse par des rafales de vent. À Ostallgäu, Bavière, la foudre a touché le clocher d’une église du XVe siècle, déclenchant un incendie attisé par les vents. Ces derniers et la neige ont empêché les pompiers de circonscrire les flammes et le clocher s’est finalement effondré.
Le pont de l'Øresund entre le Danemark et la Suède fut fermé à la circulation.

### Belgique et France
Dans la région de Nord-Pas-de-Calais, 5 800 foyers furent privés d'électricité, à Calais le traversier Berlioz rompit ses amarres et traversa le port avant d’entrer en collision avec l’Ile de Batz un poseur de câbles d’Alcatel par des vents de 110 km/h. À Étaples, une éolienne perdit deux pales,. Dans les Alpes françaises, 20 000 maisons furent privées de courant à cause des vents et des accumulations de neige. Les départements de Haute-Savoie, Isère et Savoie furent particulièrement touchés. Météo-France a émis une vigie orange pour la Corse alors que la trajectoire d’Andrea devait se diriger vers la Méditerranée. Tous les vols en direction de l’île furent annulés le 5 janvier après-midi.
L’Institut royal météorologique de Belgique émit une vigie orange pour tout le pays. Le toit d’une école fut soufflé à Quenast, province du Brabant wallon, deux avions-cargos furent détournés de l’aéroport de Liège et les rivières ont débordé.

### Europe centrale
En Suisse, la circulation des trains fut suspendue, les activités de l’aéroport de Zurich furent perturbées et la région centrale de production des vins a été particulièrement affectée. Des rafales à  83 km/h ont  été enregistrées à Zurich le 5 janvier et jusqu'à 210 km/h au col du Grand-Saint-Bernard.
La tempête a laissé des accumulations importantes de neige en Autriche et des avis d'avalanche ont été émis pour l’ouest du pays. Entre les 5 et 9 janvier, il est tombé 216 cm à Hochfilzen et 177 cm à Langen am Arlberg. Le service météorologique autrichien a annoncé que de tels totaux ne sont atteints qu’un fois par décennie. Les vents ont également renversé de nombreux arbres. Dans le Tyrol et le Vorarlberg, des villages furent coupés du monde et les routes furent recouvertes d’une épaisse couche de neige. Des centaines de skieurs sont restés isolés à Ischgl quand la police a fermé les routes à la suite de deux avalanches. Les remonte-pentes furent arrêtés et des hélicoptères durent être utilisés pour ramener des skieurs inexpérimentés vers la station de ski,.
Un jeune skieur de 15 ans a été porté disparu près d’Innsbruck. Les risques d’avalanche et l’épaisse couverture de neige rendirent les recherches difficiles. L’équipe de sauvetage composée de 450 personnes utilisa des chiens, des capteurs de chaleur et un radar mais dut finalement abandonner les recherches le 13 janvier.

## Coûts
Interpolis, une filiale de la plus grande compagnie d’assurance néerlandaise Achmea, a estimé à environ 2 millions d’euros les indemnisations reçues concernant les dommages causés par le vent et la pluie dans la première semaine de 2012. Ceci inclut les dédommagements relatifs au passage de la tempête Ulli.